# 韋彪 (北朝)
韋彪（い ひょう、502年 - 560年）は、北魏末から北周にかけての官僚・軍人。字は道亮。本貫は京兆郡杜陵県。

## 経歴
豫雍二州刺史・陰盤県開国男の韋彧と柳敬怜のあいだの長男として生まれた。本州主簿を初任とした。孝荘帝の末年に藍田郡太守となった。父の陰盤県開国男の爵位を嗣いだ。征南将軍・銀青光禄大夫・東南道行台右丞となり、太傅長史を兼ねた。孝武帝の西遷に従い、頻陽県開国侯の爵位を受けた。西魏に仕えて征戦に従い、車騎将軍・廷尉卿に任じられた。のちに車騎大将軍・儀同三司の位を受けた。北周の武成2年（560年）、家で死去した。享年は59。

## 妻子

### 妻
- 柳遺蘭（征虜将軍・正平郡太守・安陽伯の柳粲の娘）[9]

### 女子
- 韋輝親（魏景昌にとついだ）[9]

## 伝記資料
- 『魏書』巻45 列伝第33
- 『北史』巻26 列伝第14
- 韋彪墓誌
- 車騎大将軍廷尉卿儀同三司頻陽県開国侯京兆韋彪妻河東郡南解県柳遺蘭之墓誌銘（韋彪妻柳遺蘭墓誌）